# Tiếng Sadri
Tiếng Sadri hay tiếng Nagpur là một ngôn ngữ Ấn-Arya Đông nói ở Jharkhand, Chhattisgarh và Odisha. Đây đôi lúc bị coi là một phương ngữ tiếng Hindi. Nó là bản ngữ của người Sadan. Ngoài người bản ngữ, nó còn là lingua franca của nhiều nhóm bộ lạc như Kharia, Munda, Kurukh. Một bộ phận các bộ tộc này đã lấy tiếng Sadri làm ngôn ngữ thứ nhất. Ngoài ra, nó cũng là lingua franca trong cộng đồng Tea-garden ở Assam, Tây Bengal và Bangladesh Theo thống kê 2011, có xấp xỉ 5.130.000 người bản ngữ tiếng Nagpur, trong đó 19.100 tự nhận là người Gawar, 4.350.000 là người "Sadan/Sadri", 763.000 là người "Nagpuria".

## Tên gọi
Nguồn gốc từ Sadan/Sadr và các từ liên quan có phần mơ hồ. Có lẽ từ "Sadan" bắt nguồn từ Nisaada, một dân tộc miền bắc Ấn Độ. Cái tên Nagpur có lẽ bắt nguồn từ Nagvanshi, một triều đại khi xưa cai trị vùng ngày nay nói tiếng Nagpur.

## Phân loại
Tiếng Nagpur thuộc nhánh Đông của ngữ chi Ấn-Arya. Vài học giả coi là phương ngữ tiếng Bhojpur. Số khác coi nó là phương ngữ tiếng Hindi.
Tiếng Nagpur có lẽ là hậu duệ Prakrit Magadha hay Prakrit Ardhamagadha. Nó có chung nhiều đặc điểm với phương ngữ Hindi miền đông cũng như các ngôn ngữ Ấn-Arya Đông. Ví dụ, giới từ đối cách-tặng cách /keː/ có chung trong nhóm Bihar. Giới từ vị trí cách /mẽː/ trong nhóm Bihar và tiếng Hindi. Đại từ có dạng sở hữu /toːɾ-/, /moːɾ-/ xuất hiện trong nhiều ngôn ngữ Ấn-Arya Đông. Một đặc điểm nữa của tiếng Nagpur là hậu tố /-ɪs/ (như trong /jaɪs/, /khaːɾɪs/), xuất hiện trong tiếng Awadh nhưng không có trong các ngôn ngữ Bihar khác.

## Phân bố địa lý
Tiếng Nagpur được nói ở miền tây cao nguyên Chota Nagpur, tại miền trung-tây Jharkhand (ở các huyện Chatra, Latehar, Palamu, Hazaribagh, Lohardaga, Gumla, Ranchi, Simdega, Khunti, West Singhbhum), tại đông-bắc Chhattisgarh (huyện Jashpur, Surguja, Balrampur), tây-nam Bihar (Aurangabad, Gaya) và bắc Odisha (Sundergarh).

## Tình trạng
Tiếng Nagpur từng là lingua franca của khu vực. Nó là ngôn ngôn triều đình dưới triều đại Nagvanshi. Tiếng Nagpur được coi là ngôn ngữ chính thức thứ hai tại bang Jharkhand của Ấn Độ. Có nhu cầu đưa tiếng Nagpur vào Danh mục thứ tám của Hiến Pháp Ấn Độ. Một số học giả phản đối việc đưa các phương ngữ tiếng Hindi vào Danh mục thứ tám của Hiến pháp thành ngôn ngữ chính thức của Ấn Độ. Theo họ việc công nhận các phương ngữ tiếng Hindi như các ngôn ngữ riêng biệt sẽ tước đi tiếng Hindi của hàng triệu người nói và cuối cùng sẽ không còn tiếng Hindi nào.

## Ngưồn tham khảo
1. ↑  "Statement 1: Abstract of speakers' strength of languages and mother tongues – 2011". www.censusindia.gov.in. Office of the Registrar General & Census Commissioner, India. Truy cập ngày 7 tháng 7 năm 2018.
2. 1 2 3  "Sadri". Ethnologue.
3. 1 2  "Archived copy". Lưu trữ bản gốc ngày 27 tháng 11 năm 2016. Truy cập ngày 26 tháng 11 năm 2016.{{Chú thích web}}:  Quản lý CS1: bản lưu trữ là tiêu đề (liên kết)
4. ↑  "Jharkhand gives second language status to Magahi, Angika, Bhojpuri and Maithili". avenuemail. ngày 21 tháng 3 năm 2018. Bản gốc lưu trữ ngày 28 tháng 3 năm 2019. Truy cập ngày 3 tháng 11 năm 2019.
5. ↑  Nordhoff, Sebastian; Hammarström, Harald; Forkel, Robert; Haspelmath, Martin, biên tập (2013). "Sadani". Glottolog. Leipzig: Max Planck Institute for Evolutionary Anthropology.
6. 1 2 3 4 5  "Sadani / Sadri". www.southasiabibliography.de. Bản gốc lưu trữ ngày 8 tháng 1 năm 2019. Truy cập ngày 3 tháng 11 năm 2019.
7. ↑  Sir John Houlton, Bihar, the Heart of India, pp. 127–128, Orient Longmans, 1949.
8. ↑  "Encyclopaedia of Indian Literature: Sasay to Zorgot". books.google.co.in.
9. ↑  "Giant new chapter for Nagpuri poetry". telegraphindia. ngày 5 tháng 11 năm 2012.
10. ↑  "Jharkhand gives second language status to Magahi, Angika, Bhojpuri and Maithili". avenuemail. ngày 11 tháng 3 năm 2018. Bản gốc lưu trữ ngày 28 tháng 3 năm 2019. Truy cập ngày 3 tháng 11 năm 2019.
11. ↑  "Requests to include 38 languages in Constitution pending: Govt". thehindu. ngày 1 tháng 12 năm 2009.
12. ↑  "38 languages stake claim to be in Eighth schedule". dailyexcelsior. ngày 16 tháng 8 năm 2013.
13. ↑  "'नागपुरी पझरा' संवाद कार्यक्रम में उठी नागपुरी भाषा को 8वीं अनुसूची में शामिल करने की मांग". prabhatkhabar.
14. ↑  "Don't add Hindi dialects in Eighth Schedule, say academics". thehindu. ngày 20 tháng 1 năm 2017.